# 김미리 (경기도의원)
김미리(金美利, 1964년 5월 29일 ~ )은 대한민국 경기도의회 의원이다.

## 학력
- 숭의여자전문대학 도서관과 졸업

## 경력
- 전회련학교비정규직본부 경기지부 부지부장
- 전국학교도서관사서연합회 회장
- 2014.07 ~ 2018.06: 제9대 경기도의회 의원 (초선, 비례대표)
- 2018.02 ~ : 한국학교사서협회 회장
- 2018.07 ~ 2022.06: 제10대 경기도의회 의원 (재선, 남양주시 제1선거구)
  - 2018.07 ~ 2022.06: 제10대 경기도의회 제2교육위원회 위원
- 2022.07 ~ : 제11대 경기도의회 의원 (3선, 남양주시 제2선거구)
  - 제11대 경기도의회 전반기 교육행정위원회 위원장

## 역대 선거 결과
|  | 43.78% |

|  | 73.08% |

|  | 50.52% |